# Chum Darvall
Chum Darvall (eigentlich Cholmondeley Darvall; * 27. Dezember 1957) ist ein ehemaliger australischer Mittelstreckenläufer und Sprinter.
1977 siegte er bei den Pacific Conference Games über 800 m.
Bei den Commonwealth Games 1978 in Edmonton gewann er Bronze in der 4-mal-400-Meter-Staffel und wurde Vierter über 800 m. Über 400 m schied er im Halbfinale aus.

## Persönliche Bestzeiten
- 400 m: 46,5 s, 19. März 1978, Brisbane
- 800 m: 1:46,7 min, 18. März 1978, Brisbane